# چو سونگ وو
چو سونگ وو (کره‌ای: 조승우؛ زادهٔ ۲۸ مارس ۱۹۸۰) بازیگر اهل کره جنوبی است. او به خاطر ایفای نقش در فیلم ماراتون (۲۰۰۵) شناخته می‌شود و مجموعه‌های تلویزیونی دکتر اسب (۲۰۱۲)، غریبه (۲۰۱۷)، زندگی (۲۰۱۸) و افسانه سیزیف (۲۰۲۱) شناخته می‌شود.